# Deliblato

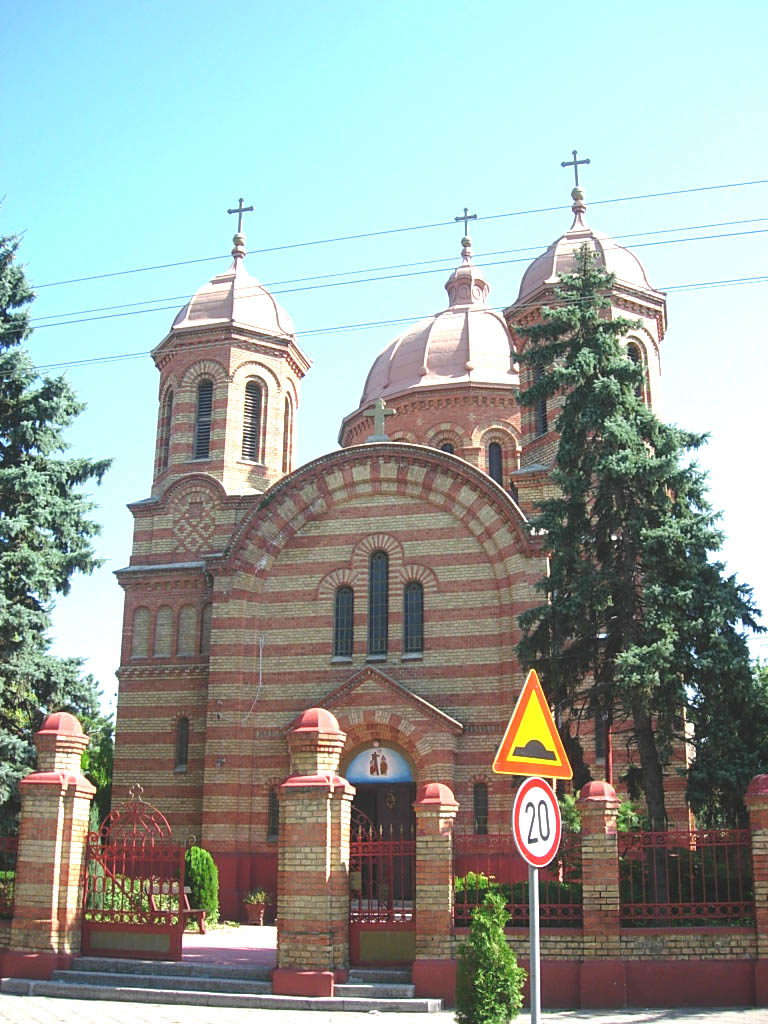
L'église orthodoxe roumaine de Deliblato

Deliblato (en serbe cyrillique : Делиблато ; en roumain : Deliblata) est une localité de Serbie située dans la province autonome de Voïvodine. Elle fait partie de la municipalité de Kovin dans le district du Banat méridional. Au recensement de 2011, elle compte 2 947 habitants.
Deliblato est officiellement classé parmi les villages de Serbie.

## Géographie

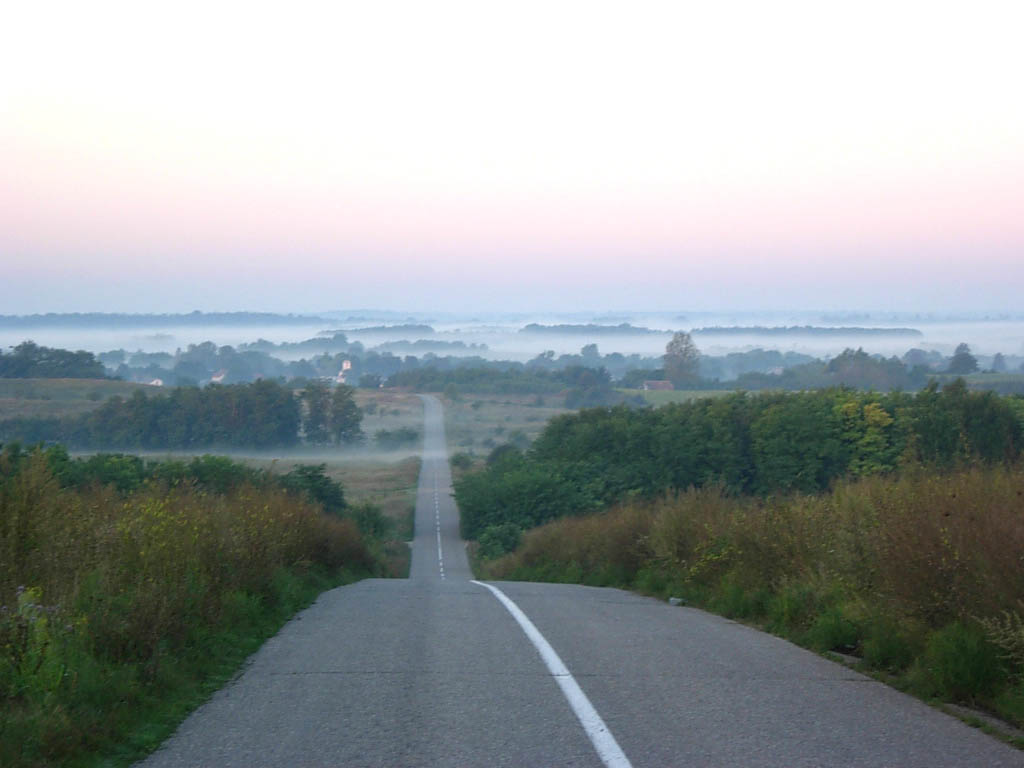
Matin brumeux sur la Deliblatska peščara

La réserve naturelle de la Deliblatska peščara (le « sable de Deliblato ») est l'une des plus grandes régions sablonneuses d'Europe, ce qui lui vaut le surnom « Sahara de l'Europe » ; elle tire son nom du village de Deliblato et est située à 2 km de la localité.

## Histoire
Le nom de Deliblato provient d'un mot turc deli, « grand » et d'un mot serbe blato, qui signifie « la boue ».
La date de fondation du village est incertaine. En revanche, dans les années 1660, sous la domination ottomane, Deliblato était peuplé majoritairement de Serbes. En 1761, il est mentionné comme une localité chrétienne. L'église orthodoxe serbe a été construite en 1783 et reconstruite en 1906.

## Démographie

### Évolution historique de la population
| 1948  | 1953  | 1961  | 1971  | 1981  | 1991  | 2002  | 2011  |
| ----- | ----- | ----- | ----- | ----- | ----- | ----- | ----- |
| 4 281 | 4 509 | 4 262 | 4 189 | 3 885 | 3 722 | 3 498 | 2 947 |

|  |

## Économie
L'activité principale des habitants de Deliblato est l'agriculture.

## Personnalité
Deliblato est le village natal de l'architecte Svetozar Ivačković (1844-1924), qui, entre autres, a construit l'église de la Transfiguration à Pančevo et l'église Saint-Nicolas dans le Nouveau cimetière de Belgrade.